# Chrysotoxum cautum
Espèce
Chrysotoxum cautum, le « chrysotoxe prudent », est une espèce d'insectes diptères brachycères de la famille des syrphidés (syrphes).

## Description
Corps long de 10 à 15 mm, abdomen marqué de 4 paires de rayures jaunes transversales et courbées.
Bien qu'étant un diptère brachycère (étymologie : antennes courtes), cette espèce possède des antennes assez longues, dirigées vers l'avant et dont le 3e article est presque aussi long que le 1er et le 2e réunis (photo). Comme beaucoup d'espèces voisines Chrysotoxum cautum imite l'aspect (mimétisme) d'une guêpe, tout en étant inoffensif.

## Distribution
- Europe.

## Biologie
L'adulte visible de mai à août, fréquente les endroits boisés, les haies, les jardins où il apprécie les rayons du soleil posé sur la végétation. Il se nourrit de nectar et de pollen sur diverses fleurs ; la larve vit dans le bois pourri.

### Autres diptères imitant des guêpes ou lefrelon européen
(liste non limitative) 
- Volucella zonaria - Volucelle zonée
- Milesia crabroniformis - Milésie faux-frelon ou M. frelon
- Helophilus pendulus - Hélophile suspendu
- Myathropa florea - Éristale des fleurs ou Syrphe tête de mort (à cause du dessin sur le thorax).